# Edson Barboza
Edson Mendes Barboza Júnior (Nova Friburgo, 21 de janeiro de 1986) é lutador profissional de artes marciais mistas brasileiro. Atualmente compete no peso pena do Ultimate Fighting Championship.

## Carreira no MMA

### Início
Barboza começou a praticar Muay Thai com 8 anos de idade, a partir de um projeto social idealizado por Márcio Monnerat. Seu recorde no Muay Thai é de 25-3 com 22 vitórias por nocaute e 17 finalizações no primeiro round. Barboza se mudou para os Estados Unidos em janeiro de 2009 e entrou para a The Armory em Jupiter, Florida.
A carreira profissional de Barboza no MMA começou em abril de 2009 em Tampa, Florida, onde ele derrotou Aaron Steadman por nocaute técnico ainda no primeiro round. Barboza ainda derrotou Lee King duas vezes na promoção do Renaissance MMA, a primeira por nocaute no segundo round, e a outra por finalização.

### Ring of Combat
Barboza então entrou para a promoção de Nova Jérsei, o Ring of Combat, fazendo sua estreia promocional no Ring of Combat 28 contra Nabih Barakat. Barboza nocauteou Barakat em apenas 69 segundos.
Após outra vitória por nocaute fora do Ring of Combat, Barboza desafiou o Título Peso Leve do Ring of Combat contra Marcelo Guidici. Barboza usou seus chutes na perna para conseguir uma vitória por nocaute técnico devido ao dano infligido nas pernas de Guidici.
A primeira defesa de título de Barboza era originalmente esperada para acontecer no Ring of Combat 31, contra Mikhail Malyutin, mas, como Barboza assinou com o UFC, ele foi substituído por Luiz Azeredo.

### Ultimate Fighting Championship
Era esperado que a estreia de Edson no UFC fosse contra Darren Elkins em 20 de novembro de 2010 no UFC 123. Porém, Elkins foi forçado a se retirar do card com uma lesão e foi substituído pelo estreante na promoção Mike Lullo. A luta foi bastante equilibrada no primeiro round, com Lullo tentando uma gogoplata na posição inferior. No segundo, Barboza mandou vários chutes nas pernas, dois dos quais derrubaram Lullo. Logo no terceiro round, Barboza derrotou Lullo por nocaute técnico com chutes nas pernas.
Barboza enfrentou Anthony Njokuani em 19 de março de 2011 no UFC 128 e venceu a luta por decisão unânime. A luta rendeu aos lutadores o prêmio de Luta da Noite.
Em 27 de agosto de 2011, Barboza derrotou Ross Pearsonno UFC 134 por decisão dividida.
No UFC 142, em 14 de janeiro de 2012, Barboza derrotou Terry Etim por nocaute no terceiro round com um chute rodado. O comentarista Joe Rogan disse que esse foi o primeiro nocaute com chute rodado na história do UFC. O chute deu à Barboza o prêmio de Nocaute da Noite. E a luta equilibrada deu aos dois o prêmio de Luta da Noite.
Para enfrentar Edson Barboza em 26 de maio de 2012 no UFC 146, era esperado Evan Dunham, mas Dunham saiu da luta devido à uma lesão e foi substituído pelo veterano Jamie Varner. Barboza sofreu sua primeira derrota profissional no MMA para Varner por nocaute técnico no primeiro round.
Em 19 de janeiro de 2013, no UFC on FX: Belfort vs. Bisping, Edson Barboza deveria enfrentar Justin Salas . Porém, Salas foi forçado à se retirar da luta com uma lesão e foi substituído pelo estreante no evento Lucas Martins. Barboza derrotou Martins por finalização devido a socos aos 2:38 do primeiro round.
No UFC 162, em 6 de julho de 2013, Barboza iria enfrentar John Makdessi, mas uma lesão tirou Makdessi do evento e então ele enfrentou Rafaello Oliveira. Barboza venceu a luta por nocaute técnico devido à chutes nas pernas no segundo round.
Barboza enfrentou Danny Castillo em 14 de dezembro de 2013 no UFC on Fox: Johnson vs. Benavidez II. Após quase ser nocauteado no primeiro round, Barboza deu à volta por cima e ganhou os rounds seguintes e vencendo a luta por decisão majoritária. Barboza e Castillo ainda faturaram o prêmio de Luta da Noite.
No card principal do UFC on Fox: Werdum vs. Browne, no dia 19 de abril de 2014, Barboza enfrentou o estadunidense Donald Cerrone . Barboza perdeu por finalização no primeiro round.
Edson enfrentou Evan Dunham em 16 de julho de 2014 no UFC Fight Night: Cerrone vs. Miller. Barboza acertou um chute no corpo de Dunham, que sentiu e após Edson acertar mais alguns socos, a luta foi interrompida.
Edson enfrentou Bobby Green em 22 de novembro de 2014 no UFC Fight Night: Edgar vs. Swanson. Ele venceu a luta por decisão unânime, em uma ótima performance.
Edson enfrentou Michael Johnson em 28 de fevereiro de 2015 no UFC Fight Night: Pezão vs. Mir e perdeu por decisão unânime.
Barboza era esperado para substituir Anthony Pettis e enfrentar Myles Jury em 25 de julho de 2015 no UFC on Fox: Dillashaw vs. Barão II, porém, uma lesão tirou Jury do evento e ele foi substituído por Paul Felder. Ele venceu a luta por decisão unânime.
Com a lesão de Khabib Nurmagomedov, Edson Barboza enfrentou Tony Ferguson no The Ultimate Fighter 22 Finale, em 11 de dezembro de 2015. Ele foi derrotado por finalização no segundo round.
No UFC 197, em 23 de abril de 2016, Barboza enfrentou o ex-campeão peso-leve do UFC e WEC Anthony Pettis. Com atuação segura, Edson venceu por decisão unânime.
Em seguida, Edson Barboza enfrentou o ex-campeão do Strikeforce Gilbert Melendez no UFC on Fox: Holm vs. Shevchenko, no dia 23 de julho de 2016. Assim como seu último combate, Edson venceu por decisão unânime.
No dia 11 de março de 2017 no UFC Fight Night: Belfort vs. Gastelum, Edson venceu Beneil Dariush por nocaute com uma joelhada voadora aos 3:35 do segundo round.
No UFC 219, ocorrido no dia 30 de dezembro de 2017, Edson perdeu para o russo Khabib Nurmagomedov por decisão unânime.

## Estilo de luta
Barboza é conhecido por seu perigoso jogo de chute. O comentarista oficial do UFC, Joe Rogan, afirmou que Barboza é "provavelmente o melhor chutador no MMA". Foi de Barboza o primeiro nocaute da história do UFC conseguido através de um chute e é o único lutador a terminar mais de uma luta no UFC através de chutes nas pernas.

## Cartel no MMA
| Cartel no MMA   |             |             |
| 35 lutas        | 24 vitórias | 11 derrotas |
| Por nocaute     | 14          | 4           |
| Por finalização | 1           | 2           |
| Por decisão     | 9           | 5           |

| Res.    | Cartel | Oponente            | Método                                   | Evento                                | Data       | Round | Tempo | Local                      | Notas                                                  |
| ------- | ------ | ------------------- | ---------------------------------------- | ------------------------------------- | ---------- | ----- | ----- | -------------------------- | ------------------------------------------------------ |
| Derrota | 24-12  | Lerone Murphy       | Decisão (unânime)                        | UFC Fight Night: Barboza x Murphy     | 18/05/2024 | 5     | 5:00  | Las Vegas                  |                                                        |
| Vitória | 24-11  | Sodiq Yusuff        | Decisão (unânime)                        | UFC Fight Night: Yusuff vs. Barboza   | 14/10/2023 | 5     | 5:00  | Las Vegas, Nevada          | Luta da Noite.                                         |
| Vitória | 23-11  | Billy Quarantillo   | Nocaute (joelhada)                       | UFC on ESPN: Holloway vs. Allen       | 15/04/2023 | 1     | 2:05  | Kansas City, Missouri      | Performance da Noite.                                  |
| Derrota | 22-11  | Bryce Mitchell      | Decisão (unânime)                        | UFC 272: Covington vs. Masvidal       | 05/03/2022 | 3     | 5:00  | Las Vegas, Nevada          |                                                        |
| Derrota | 22-10  | Giga Chikadze       | Nocaute Técnico (socos)                  | UFC on ESPN: Barboza vs. Chikadze     | 28/08/2021 | 3     | 1:44  | Las Vegas, Nevada          |                                                        |
| Vitória | 22-9   | Shane Burgos        | Nocaute Técnico (socos)                  | UFC 262: Oliveira vs. Chandler        | 15/05/2021 | 3     | 1:16  | Houston, Texas             | Luta da Noite.                                         |
| Vitória | 21-9   | Makwan Amirkhani    | Decisão (unânime)                        | UFC Fight Night: Moraes vs. Sandhagen | 10/10/2020 | 3     | 5:00  | Abu Dhabi                  |                                                        |
| Derrota | 20-9   | Dan Ige             | Decisão (dividida)                       | UFC on ESPN: Overeem vs. Harris       | 16/05/2020 | 3     | 5:00  | Jacksonville, Flórida      | Estreia nos Penas.                                     |
| Derrota | 20-8   | Paul Felder         | Decisão (dividida)                       | UFC 242: Khabib vs. Poirier           | 07/09/2019 | 3     | 5:00  | Abu Dhabi                  |                                                        |
| Derrota | 20-7   | Justin Gaethje      | Nocaute (soco)                           | UFC on ESPN: Barboza vs. Gaethje      | 30/03/2019 | 1     | 2:30  | Filadélfia, Pensilvânia    | Luta da Noite.                                         |
| Vitória | 20-6   | Dan Hooker          | Nocaute (soco no corpo)                  | UFC on Fox: Lee vs. Iaquinta II       | 15/12/2018 | 3     | 2:19  | Milwaukee, Wisconsin       | Quebrou o recorde de nocautes no Peso Leve (7).        |
| Derrota | 19-6   | Kevin Lee           | Nocaute Técnico (interrupção médica)     | UFC Fight Night: Barboza vs. Lee      | 21/04/2018 | 5     | 2:18  | Atlantic City, New Jersey  | Kevin não bateu o peso; luta em Peso Casado (71 Kg).   |
| Derrota | 19-5   | Khabib Nurmagomedov | Decisão (unânime)                        | UFC 219: Cyborg vs. Holm              | 30/12/2017 | 3     | 5:00  | Las Vegas, Nevada          |                                                        |
| Vitória | 19-4   | Beneil Dariush      | Nocaute (joelhada voadora)               | UFC Fight Night: Belfort vs. Gastelum | 11/03/2017 | 2     | 3:35  | Fortaleza                  |                                                        |
| Vitória | 18-4   | Gilbert Melendez    | Decisão (unânime)                        | UFC on Fox: Holm vs. Shevchenko       | 23/07/2016 | 3     | 5:00  | Chicago, Illinois          |                                                        |
| Vitória | 17-4   | Anthony Pettis      | Decisão (unânime)                        | UFC 197: Jones vs. St. Preux          | 23/04/2016 | 3     | 5:00  | Las Vegas, Nevada          |                                                        |
| Derrota | 16-4   | Tony Ferguson       | Finalização (estrangulamento d'arce)     | The Ultimate Fighter 22 Finale        | 11/12/2015 | 2     | 2:54  | Las Vegas, Nevada          | Luta da Noite.                                         |
| Vitória | 16-3   | Paul Felder         | Decisão (unânime)                        | UFC on Fox: Dillashaw vs. Barão II    | 25/07/2015 | 3     | 5:00  | Chicago, Illinois          | Luta da Noite.                                         |
| Derrota | 15-3   | Michael Johnson     | Decisão (unânime)                        | UFC Fight Night: Pezão vs. Mir        | 22/02/2015 | 3     | 5:00  | Porto Alegre               |                                                        |
| Vitória | 15-2   | Bobby Green         | Decisão (unânime)                        | UFC Fight Night: Edgar vs. Swanson    | 22/11/2014 | 3     | 5:00  | Austin, Texas              |                                                        |
| Vitória | 14-2   | Evan Dunham         | Nocaute Técnico (chute no corpo e socos) | UFC Fight Night: Cerrone vs. Miller   | 16/07/2014 | 1     | 3:06  | Atlantic City, Nova Jersey |                                                        |
| Derrota | 13-2   | Donald Cerrone      | Finalização (mata leão)                  | UFC on Fox: Werdum vs. Browne         | 19/04/2014 | 1     | 3:15  | Orlando, Flórida           |                                                        |
| Vitória | 13-1   | Danny Castillo      | Decisão (majoritária)                    | UFC on Fox: Johnson vs. Benavidez II  | 14/12/2013 | 3     | 5:00  | Sacramento, Califórnia     | Luta da Noite.                                         |
| Vitória | 12-1   | Rafaello Oliveira   | Nocaute Técnico (chutes nas pernas)      | UFC 162: Silva vs. Weidman            | 06/07/2013 | 2     | 1:43  | Las Vegas, Nevada          |                                                        |
| Vitória | 11-1   | Lucas Mineiro       | Nocaute Técnico (desistência)            | UFC on FX: Belfort vs. Bisping        | 19/01/2013 | 1     | 2:38  | São Paulo                  |                                                        |
| Derrota | 10-1   | Jamie Varner        | Nocaute Técnico (socos)                  | UFC 146: Dos Santos vs. Mir           | 26/05/2012 | 1     | 3:23  | Las Vegas, Nevada          |                                                        |
| Vitória | 10-0   | Terry Etim          | Nocaute (chute rodado)                   | UFC 142: Aldo vs. Mendes              | 14/01/2012 | 3     | 2:02  | Rio de Janeiro             | Nocaute da Noite; Luta da Noite; Nocaute do Ano (2012) |
| Vitória | 9-0    | Ross Pearson        | Decisão (dividida)                       | UFC 134: Silva vs. Okami              | 27/08/2011 | 3     | 5:00  | Rio de Janeiro             | Luta da Noite                                          |
| Vitória | 8-0    | Anthony Njokuani    | Decisão (unânime)                        | UFC 128: Shogun vs. Jones             | 19/03/2011 | 3     | 5:00  | Newark, Nova Jersey        | Luta da Noite                                          |
| Vitória | 7-0    | Mike Lullo          | Nocaute Técnico (chute nas pernas)       | UFC 123: Rampage vs. Machida          | 20/11/2010 | 3     | 0:26  | Auburn Hills, Michigan     | Estreia no UFC.                                        |
| Vitória | 6-0    | Marcelo Guidici     | Nocaute Técnico (chute nas pernas)       | Ring of Combat 30                     | 11/06/2010 | 1     | 3:01  | Atlantic City, Nova Jersey | Venceu o Título Peso Leve do Ring of Combat            |
| Vitória | 5-0    | Jose Figueroa       | Nocaute (soco)                           | Renaissance MMA 16                    | 05/03/2010 | 1     | 3:55  | Nova Orleans, Luisiana     |                                                        |
| Vitória | 4-0    | Nabih Barakat       | Nocaute (socos)                          | Ring of Combat 28                     | 19/02/2010 | 1     | 1:09  | Atlantic City, Nova Jersey |                                                        |
| Vitória | 3-0    | Lee King            | Finalização (anaconda)                   | Renaissance MMA 15                    | 20/11/2009 | 1     | 2:04  | Nova Orleans, Luisiana     |                                                        |
| Vitória | 2-0    | Lee King            | Nocaute (socos)                          | Renaissance MMA 12                    | 13/06/2009 | 2     | 1:14  | Nova Orleans, Luisiana     |                                                        |
| Vitória | 1-0    | Aaron Steadman      | Nocaute Técnico (socos)                  | RFC 17 - Street Kings                 | 17/04/2009 | 1     | 3:34  | Tampa, Flórida             |                                                        |